# Bernd Windhausen
Bernd Windhausen (* 22. September 1942 in Duderstadt; † 4. November 2014 in Achim-Baden) war ein deutscher Fußballspieler. Der Offensivspieler hat in der Fußball-Bundesliga bei den Vereinen 1. FC Kaiserslautern und Werder Bremen von 1967 bis 1971 insgesamt 85 Ligaspiele absolviert und dabei 23 Tore erzielt. Zuvor hatte er von 1963 bis 1967 in der damals zweitklassigen Fußball-Regionalliga Süd bei Borussia Fulda und der SpVgg Fürth 59 Tore in 115 Ligaspielen erzielt.

## Karriere
Von seinem Heimatverein VfL 08 Duderstadt kam Windhausen aus dem niedersächsischen Amateurfußball zu SC Borussia Fulda. In der Debütsaison der damals zweitklassigen Regionalliga Süd bestritt der Mittelstürmer 1963/64 für Fulda 33 Spiele und erzielte acht Tore. Er debütierte in der Regionalliga am 4. August 1963 bei einem 1:1-Auswärtsremis beim ESV Ingolstadt. An der Seite von Mitspielern wie Torhüter Theo Diegelmann, Verteidiger Günther Maaß und Halbstürmer Hans-Jürgen Himmelmann lernte er im damaligen WM-System die Qualitäten der ESV-Spieler Horst Blechinger und Klaus Slatina kennen. Im zweiten Auswärtsspiel trotzte Fulda dem hohen Meisterschaftsfavorit FC Bayern München am 18. August ein 3:3-Remis ab. In der Mannschaft von Trainer Zlatko Čajkovski standen Könner wie Sepp Maier, Werner Olk, Karl Borutta, Herbert Erhardt, Rainer Ohlhauser, Dieter Brenninger und Werner Ipta. Am 12. Spieltag, den 27. Oktober 1963, gewannen sie auf dem gefürchteten Bieberer Berg mit 2:0 gegen Kickers Offenbach, wo deren Angreifer Oskar Lotz, Georg Tripp, Siegfried Gast und Sigfried Held vergeblich einem Torerfolg nachgerannt waren. Acht Tage später rangen sie im Heimspiel dem späteren Meister Hessen Kassel vor 17.000 Zuschauern ein 2:2 ab, wobei sich Mittelstürmer Windhausen der konsequenten Bewachung von Mittelläufer Heinrich Dittel erfreute. Nachdem Fulda am Ende der Saison auf dem 18. Rang abgestiegen war, unterschrieb er einen Vertrag bei der SpVgg Fürth und blieb damit in der Regionalliga.
In den ersten zwei Fürther-Jahren spielte er unter Trainer Željko Čajkovski und erzielte fünf (1965) beziehungsweise 14 (1966) Tore. In seinem dritten Jahr in Fürth, 1966/67, konnte der kopfballstarke Stürmer seine Torausbeute unter Trainer Robert Gebhardt auf 32 Tore in 29 Ligaspielen verbessern und wurde schließlich 1967 Torschützenkönig in der Regionalliga Süd; Kurt Haseneder und Wolfgang Breuer folgten gemeinsam auf dem 2. Rang mit jeweils 28 Toren. Windhausen eröffnete die Runde am 20. August 1966 mit zwei Toren bei einem 3:1-Heimerfolg gegen den VfR Mannheim. In den Spielen gegen Darmstadt 98 (4:1) und den zwei Begegnungen gegen Schwaben Augsburg (3:1 und 4:0) zeichnete er sich jeweils als dreifacher Torschütze aus. Beim 5:0 am 16. April 1967 im Heimspiel gegen den SV Waldhof gelangen dem Angreifer sogar vier Tore. Mit Mitspielern wie Hermann Marchl, Jürgen Billmann, Klaus Slatina, Richard Albrecht, Paul Derbfuß, Norbert Knopf, Ernst Perras, Robert Ehrlinger, Peter Löwer und Ernst Tauchmann erreichte Windhausen in dieser Saison den 3. Rang; mit zwei Punkten Rückstand hinter Meister und Vizemeister Kickers Offenbach und Bayern Hof. Daraufhin wurde er von Bundesligavereinen umworben und nahm schließlich das Angebot des 1. FC Kaiserslautern zur Saison 1967/68 an und wechselte in die Pfalz.
Windhausen erlebte beim FCK den Kampf um den Klassenerhalt. Zuerst unter Trainer Otto Knefler (bis 4. März 1968), danach unter Nachfolger Egon Piechaczek. Der Mann aus Fürth debütierte am 26. August 1967 bei einem 1:1-Auswärtsremis beim Hamburger SV in der Bundesliga. Neben ihm waren noch Gerd Roggensack und Heinz-Dieter Hasebrink zu den „Roten Teufeln“ gekommen. Da sich aber Otto Rehhagel einen Schienbeinbruch zuzog, Gerd Schneider, Otto Geisert und Herward Koppenhöfer ebenfalls durch Verletzungen ausfielen und Helmut Kapitulski eine achtwöchige Sperre abzusitzen hatte, stand das erste Jahr von Windhausen in Kaiserslautern unter keinem guten Stern. Nur die abgeschlagenen Absteiger Borussia Neunkirchen und Karlsruher SC retteten den FCK 1967/68 vor dem Abstieg in die Regionalliga Südwest. In seiner zweiten Saison, 1968/69, konnte er seine persönliche Bilanz an der Seite des neuen Spielmachers Jürgen Friedrich auf 32 Ligaeinsätze mit elf Toren ausbauen, aber wieder kämpfte er mit seinen Mannschaftskollegen um den Klassenerhalt. Mit 30:38 Punkten belegten die Lauterer am Rundenende den 15. Rang und Windhausen nahm ein Angebot vom Ligakonkurrenten Werder Bremen an und wechselte zum Team vom Weserstadion. Im DFB-Pokal war er mit Kaiserslautern erst im Halbfinale im Wiederholungsspiel mit 1:3 gegen den FC Schalke 04 ausgeschieden.
Von 1969 bis 1971 spielte er zwei weitere Erstligajahre beim SV Werder. In der ersten Saison belegte Bremen unter den Trainern Fritz Rebell (bis 16. März 1970) und Hans Tilkowski (ab 17. März 1970) den 11. Rang, 1970/71 unter Trainer Robert Gebhardt (alter Bekannter aus Fürther Zeiten) den 10. Platz und die gelungenen Verpflichtungen von Rudi Assauer und Karl-Heinz Kamp. Mit seinem Einsatz am 31. Oktober 1970, einer 0:3-Auswärtsniederlage bei Arminia Bielefeld, beendete Windhausen wegen Verletzungsfolgen seine Lizenzspielerlaufbahn.

## Erfolge
- Torschützenkönig der Regionalliga Süd 1967

## Statistik
| Liga              | Spiele (Tore) |
| ----------------- | ------------- |
| Bundesliga (I)    | 085 (22)      |
| Regionalliga (II) | 115 (59)      |
| Wettbewerb        |               |
| DFB-Pokal         | 005 0(2)      |